# Super Shy
"Super Shy" là một bài hát của nhóm nhạc nữ người Hàn Quốc NewJeans được phát hành dưới dạng đĩa đơn kỹ thuật số với vai trò là đĩa đơn đầu tiên trích từ đĩa mở rộng thứ hai của nhóm Get Up vào ngày 7 tháng 7 năm 2023. Ca khúc do Gigi, Kim Dong-hyun, Erika Casier, Kristine Bogan và thành viên của nhóm Danielle Marsh sáng tác kiêm vai trò đồng sản xuất với Frankie Scoca. Với chất liệu bubblegum và phong cách âm nhạc Jersey club, "Super Shy" lấy cảm hứng từ trải nghiệm hồi hộp, bỡ ngỡ khi lần đầu được yêu và tỏ tình. Shin Heewon  đảm nhận vai trò đạo diễn video âm nhạc cho ca khúc, sau khi phát hành, nhiều nhà phê bình đã đánh giá cao video này bởi sự gắn kết với phong cách hình ảnh của Wes Anderson.
Sau khi phát hành, "Super Shy" lọt vào các bảng xếp hạng tại Hàn Quốc, Nhật Bản, Úc, Ireland, New Zealand, Vương quốc Anh và đạt vị trí thứ hai trên Billboard Global 200.

## Bối cảnh và phát hành
Sau sự thành công của album đĩa đơn đầu tay OMG. Vào tháng 1 năm 2023, giám đốc điều hành của ADOR, bà Min Hee-jin đã công bố về album mới trong một buổi phỏng vấn với tạp chí Cine21. Vào ngày 4 tháng 4 năm 2023, trong một cuộc phỏng vấn với tạp chí Billboard, Minji cho biết họ đã hoàn thành công việc thu âm, trang báo Star News cũng đã thông báo về ngày phát hành của album là vào tháng 7 năm 2023 trong khi ca khúc mặt B của album sẽ được phát hành vào ngày 7 tháng 7.
Vào ngày 19 tháng 6 năm 2023, ADOR đã công bố về nhan đề của EP và hé lộ thêm ngày phát hành cùng với một bài hát là đĩa đơn chủ đạo trong EP là "Super Shy" và một bài hát mặt B tên "New Jeans". Trong một cuộc phỏng vấn với tạp chí Rolling Stone, thành viên Hanni đã mô tả EP mang đến nhiều điều mới lạ hơn, không chỉ về thể loại nhạc và phong cách nhảy mà còn về những thông điệp mà chúng tôi cố gắng thể hiện và cho các bạn thấy .
Vào ngày 4 tháng 7 năm 2023, một đoạn video shorts được đăng trên YouTube có hiển thị những chiếc light stick hình thỏ kèm thêm với hashtag và ngày phát hành của bài hát. Sau khi phát hành đĩa đơn, NewJeans thông báo về ý định hợp tác và quảng bá bài hát với YouTube Short thông qua trào lưu "Dance Challenge" với hashtag "#ImSuperShy". Nhờ thiết kế của chiến dịch, YouTube đã giành giải bạc tại Clio Music Awards năm 2024.

## Sáng tác
"Super Shy" là một ca khúc bubblegum với các ảnh hưởng từ nhạc tố Jersey club được đặc trưng bởi những tiếng trống trầm bị ngắt quãng theo kết cấu giai điệu pha trộn thêm với những tiếng synthesizer "nhẹ nhàng". Sau phần nhạc dạo trên, phần điệp khúc tiếp nối với lời hát của NewJeans được lặp lại xuyên suốt bài hát, "I'm super shy, super shy / But wait a minute while I / Make you mine, make you mine / Tteollineun jigeumdo / You're on my mind all the time / I wanna tell you but I'm / Super shy, super shy" mô tả bản thân đang thích ai đó và mong muốn được tỏ tình với người mình thích.

## Đánh giá chuyên môn
| Đánh giá chuyên môn | Đánh giá chuyên môn |
| Nguồn đánh giá      | Nguồn đánh giá      |
| Nguồn               | Đánh giá            |
| ------------------- | ------------------- |
| IZM                 | [ 14 ]              |
| The Singles Jukebox | 7.6/10              |

"Super Shy" đã nhận được sự khen ngợi từ các nhà phê bình âm nhạc. Kim Ho-hyeon của IZM đã nhấn mạnh âm thanh tối giản của bài hát với các yếu tố năng động, thể hiện kỹ năng kỹ thuật. Lưu ý cách giọng hát hòa quyện với âm thanh tổng thể, hỗ trợ lời bài hát bí ẩn, ông cho rằng sự thiếu vắng một giai điệu mạnh mẽ có thể không ngay lập tức thu hút người nghe. "Super Shy" đã được chọn là bài hát K-pop hay nhất năm 2023 bởi Billboard và NME, và lọt vào top 10 trên nhiều bảng xếp hạng phê bình khác. Tờ Times of India cho rằng "bài hát [...] bao hàm tinh thần đổi mới của K-pop trong năm 2023, để lại dấu ấn không thể xóa nhòa trên bức tranh âm nhạc."
| Ấn phẩm          | Danh sách                                     | Xếp hạng   | Ref.   |
| ---------------- | --------------------------------------------- | ---------- | ------ |
| Beats Per Minute | Top 50 Bài hát của năm 2023                   | 27         | [ 17 ] |
| Billboard        | 100 Bài hát Hay Nhất của năm 2023             | 38         | [ 18 ] |
| Billboard        | 25 Bài hát K-pop Hay Nhất của năm 2023        | 1          | [ 19 ] |
| British GQ       | Những Bài Hát Hay Nhất của năm 2023           | Đã bao gồm | [ 20 ] |
| Crack            | 25 Bài Hát Hay Nhất của năm                   | 17         | [ 21 ] |
| Consequence      | 200 Bài Hát Hay Nhất của năm 2023             | 60         | [ 22 ] |
| Dazed            | Top 50 Bài hát K-pop Hay Nhất của năm 2023    | 47         | [ 23 ] |
| Exclaim!         | 25 Bài hát Hay Nhất của năm 2023              | 21         | [ 24 ] |
| The Fader        | 100 Bài hát Hay Nhất của năm 2023             | 1          | [ 25 ] |
| Grammy           | 15 Bài Hát K-pop Đã Chinh Phục Năm 2023       | Đã bao gồm | [ 26 ] |
| The Guardian     | 20 Bài hát Hay Nhất của năm 2023              | 3          | [ 27 ] |
| i-D              | 100 Bài hát hay nhất năm 2023                 | 2          | [ 28 ] |
| NME              | 25 Bài hát K-pop hay nhất năm 2023            | 1          | [ 29 ] |
| NME              | 50 Bài hát hay nhất năm 2023                  | 2          | [ 30 ] |
| NPR              | Các bài hát hay nhất năm 2023                 | Đã bao gồm | [ 31 ] |
| Pitchfork        | 100 Bài hát hay nhất năm 2023                 | 7          | [ 32 ] |
| Pitchfork        | 100 Bài hát hay nhất thập niên 2020 (đến nay) | 13         | [ 33 ] |
| The Quietus      | 75 Bài hát hay nhất năm 2023                  | 36         | [ 34 ] |
| Rolling Stone    | 100 Bài hát hay nhất năm 2023                 | 6          | [ 35 ] |
| Stereogum        | 50 Bài hát yêu thích năm 2023                 | 3          | [ 36 ] |
| Vulture          | 10 Bài hát hay nhất năm 2023                  | 10         | [ 37 ] |

## Video âm nhạc
Video âm nhạc do Min Hee-jin sản xuất, đồng thời do Shin Heewon làm đạo diễn. Video chính thức ra mắt trên nền tảng YouTube vào ngày 7 tháng 7 trên kênh của Hybe Corporation. Vài ngày sau, nhóm nhạc tiếp tục đăng tải các video vũ đạo. Video âm nhạc bắt đầu bằng cảnh thành viên của nhóm, Danielle đang lái một chiếc xe đạp màu đỏ băng qua khắp các con phố ở Lisboa, Bồ Đào Nha để gặp các thành viên khác trong công viên. Sau đó, cả nhóm phát hiện ra một nhóm tập thể dục đang nhảy theo bài "Attention" của họ và nhanh chóng tham gia để biểu diễn ca khúc "Super Shy" khiến flash mob nhanh chóng xuất hiện tại quảng trường, công viên, đường phố và nhiều địa điểm khác.
Xuyên suốt video, các thành viên trong nhóm đều mặc váy quần vợt và đồng phục cổ vũ cùng với vũ đạo nhanh, năng lượng cao dựa trên động tác Waacking mà sau này đã trở thành một trào lưu trên mạng. Trong video, NewJeans đa số ăn mặc theo phong cách khá mới lạ như để các kiểu tóc vàng tẩy trắng hay mái ngố. David Renshaw từ tạp chí The Fader nhận định về tầm ảnh hưởng từ phong cách hình ảnh của nhà làm phim Wes Anderson trong toàn bộ video.

## Định dạng bài hát
Tải kĩ thuật số
1. "New Jeans" – 1:48
2. "Super Shy" – 2:34

## Bảng xếp hạng
| Bảng xếp hạng (2023-2024)                   | Thứ hạng |
| ------------------------------------------- | -------- |
| Úc (ARIA)                                   | 14       |
| Canada (Canadian Hot 100)                   | 26       |
| Global 200 (Billboard)                      | 2        |
| Hồng Kông (Billboard)                       | 1        |
| Indonesia (Billboard)                       | 3        |
| Ireland (IRMA)                              | 77       |
| Nhật Bản (Japan Hot 100)                    | 10       |
| Nhật Bản (Oricon Combined Singles)          | 5        |
| Malaysia (Billboard)                        | 1        |
| Hà Lan (Global Top 40)                      | 16       |
| New Zealand (Recorded Music NZ)             | 16       |
| Philippines (Billboard)                     | 5        |
| Singapore (RIAS)                            | 1        |
| Hàn Quốc (Circle)                           | 1        |
| Đài Loan (Billboard)                        | 1        |
| Anh Quốc (OCC)                              | 52       |
| Anh Quốc Indie (OCC)                        | 14       |
| Hoa Kỳ Billboard Hot 100                    | 48       |
| Hoa Kỳ Pop Airplay (Billboard)              | 37       |
| Hoa Kỳ World Digital Song Sales (Billboard) | 2        |
| Việt Nam (Vietnam Hot 100)                  | 2        |

| Bảng xếp hạng (2023) | Vị trí |
| -------------------- | ------ |
| Hàn Quốc (Circle)    | 1      |

| Bảng xếp hạng (2023)                               | Vị trí |
| -------------------------------------------------- | ------ |
| Global 200 (Billboard)                             | 117    |
| Bài hát phát trực tuyến Nhật Bản (Billboard Japan) | 100    |
| Hàn Quốc (Circle)                                  | 12     |

| Bảng xếp hạng (2024) | Vị trí |
| -------------------- | ------ |
| Hàn Quốc (Circle)    | 37     |

## Giải thưởng
| Chương trình     | Kênh      | Ngày phát sóng      | Nguồn  |
| ---------------- | --------- | ------------------- | ------ |
| M Countdown      | Mnet      | 13 tháng 7 năm 2023 | [ 73 ] |
| Show! Music Core | MBC       | 22 tháng 7 năm 2023 | [ 74 ] |
| Inkigayo         | SBS       | 23 tháng 7 năm 2023 | [ 75 ] |
| Inkigayo         | SBS       | 20 tháng 8 năm 2023 | [ 76 ] |
| Inkigayo         | SBS       | 27 tháng 8 năm 2023 | [ 77 ] |
| Show Champion    | MBC Music | 16 tháng 8 năm 2023 | [ 78 ] |

## Lịch sử phát hành
| Quốc gia | Ngày phát hành     | Định dạng                       | Hãng đĩa     | Nguồn |
| -------- | ------------------ | ------------------------------- | ------------ | ----- |
| Toàn cầu | 7 tháng 7 năm 2023 | Tải kỹ thuật số phát trực tuyến | ADOR YG Plus | [ 9 ] |